# Victor Oladipo
Kehinde Babatunde Victor Oladipo (Silver Spring, Maryland, 1992. május 4. –) nigériai származású amerikai kosárlabdázó és énekes, 2021 és 2023 között legutóbb a Miami Heat játékosa volt a National Basketball Associationben (NBA). Az ESPN egyik sportelemzője.
Marlyandben született, középiskolai évei során nem tekintették kiemelkedő játékosnak, a Rivals utánpótlás-értékelő mindössze az ország 144. legjobbjának nevezte és posztján csak a 41-nek. Egyetemen, az Indiana Hoosiers színeiben már sokkal jobban játszott, megválasztották a Sporting News év játékosának, az NABC év védekező játékosának és beválasztották az All-American első csapatba. Ezek mellett megkapta az Adolph Rupp-trófeát is, amit az NCAA első divízió legjobb játékosának adnak át minden évben.
A 2013-as NBA-draft második helyén választotta ki az Orlando Magic, amit követően az év egyik legjobb újoncának nevezték. 2016-ban az Oklahoma City Thunder, majd 2017-ben az Indiana Pacers csapatába küldték. Itt megkapta első All Star-elismerését, neki volt a legtöbb labdaszerzése a ligában, beválasztották az NBA legjobb védekező csapatába, a harmadik All-NBA csapatba és megválasztották az NBA legtöbbet fejlődött játékosának, mindezt első szezonjában Indianában. Annak ellenére, hogy következő szezonját sérülések tűzdelték és januárban játszott utoljára az évadban, ismét All Starnak választották. 2021 januárjában a Houston Rockets csapatába küldték, de két hónappal később már a Miami Heat játékosa volt. Nem sokkal ez után műtéten kellett átesnie, ami véget vetett szezonjának. A 2022–2023-as szezonban többet játszott, de a Heat harmadik rájátszás-mérkőzésén ismét súlyosan megsérült. Ezt követően visszatért a Rockets csapatához, majd Memphisbe igazolt, de egyik csapatban se játszott.
2017-ben Oladipo kiadott egy középlemezt Songs for You címen, majd egy évvel később debütáló albumát, a V.O.-t. Ezek mellett az amerikai Álarcos énekes második évadjában is szerepelt, ötödik helyezett lett.

## Statisztika

### Egyetem
| Év        | Csapat           | JM  | KM | JP/M | MG%  | 3P%  | BD%  | LP/M | GP/M | L/M | B/M | P/M  |
| --------- | ---------------- | --- | -- | ---- | ---- | ---- | ---- | ---- | ---- | --- | --- | ---- |
| 2010–2011 | Indiana Hoosiers | 32  | 5  | 18,0 | .547 | .308 | .612 | 3,7  | 0,9  | 1,1 | 0,2 | 7,4  |
| 2011–2012 | Indiana Hoosiers | 36  | 34 | 26,7 | .471 | .208 | .750 | 5,3  | 2,0  | 1,4 | 0,6 | 10,8 |
| 2012–2013 | Indiana Hoosiers | 36  | 36 | 28,4 | .599 | .441 | .746 | 6,3  | 2,1  | 2,2 | 0,8 | 13,6 |
| Karrier   | Karrier          | 104 | 75 | 24,6 | .538 | .338 | .716 | 5,2  | 1,7  | 1,5 | 0,5 | 10,7 |

### NBA

#### Alapszakasz
| Év        | Csapat                | JM  | KM  | JP/M | MG%  | 3P%  | BD%  | LP/M | GP/M | L/M  | B/M | P/M  |
| --------- | --------------------- | --- | --- | ---- | ---- | ---- | ---- | ---- | ---- | ---- | --- | ---- |
| 2013–2014 | Orlando Magic         | 80  | 44  | 31,1 | .419 | .327 | .780 | 4,1  | 4,1  | 1,6  | 0,5 | 13,8 |
| 2014–2015 | Orlando Magic         | 72  | 71  | 35,7 | .436 | .339 | .819 | 4,2  | 4,1  | 1,7  | 0,3 | 17,9 |
| 2015–2016 | Orlando Magic         | 72  | 52  | 33,0 | .438 | .348 | .830 | 4,8  | 3,9  | 1,6  | 0,8 | 16,0 |
| 2016–2017 | Oklahoma City Thunder | 67  | 67  | 33,2 | .442 | .361 | .753 | 4,3  | 2,6  | 1,2  | 0,3 | 15,9 |
| 2017–2018 | Indiana Pacers        | 75  | 75  | 34,0 | .477 | .371 | .799 | 5,2  | 4,3  | 2,4* | 0,8 | 23,1 |
| 2018–2019 | Indiana Pacers        | 36  | 36  | 31,9 | .423 | .343 | .730 | 5,6  | 5,2  | 1,7  | 0,3 | 18,8 |
| 2019–2020 | Indiana Pacers        | 19  | 16  | 27,8 | .394 | .317 | .814 | 3,9  | 2,9  | 0,9  | 0,2 | 14,5 |
| 2020–2021 | Indiana Pacers        | 9   | 9   | 33,3 | .421 | .362 | .730 | 5,7  | 4,2  | 1,7  | 0,2 | 20,0 |
| 2020–2021 | Houston Rockets       | 20  | 20  | 33,5 | .407 | .320 | .783 | 4,8  | 5,0  | 1,2  | 0,5 | 21,2 |
| 2020–2021 | Miami Heat            | 4   | 4   | 27,8 | .372 | .235 | .667 | 3,5  | 3,5  | 1,8  | 0,5 | 12,0 |
| 2021–2022 | Miami Heat            | 8   | 1   | 21,6 | .479 | .417 | .737 | 2,9  | 3,5  | 0,6  | 0,1 | 12,4 |
| 2022–2023 | Miami Heat            | 42  | 2   | 26,3 | .397 | .330 | .747 | 3,0  | 3,5  | 1,4  | 0,3 | 10,7 |
| Karrier   | Karrier               | 504 | 397 | 32,2 | .436 | .347 | .788 | 4,5  | 3,9  | 1,6  | 0,5 | 16,9 |
| All Star  | All Star              | 1   | 0   | 15,0 | .375 | .167 | .000 | 2,0  | 3,0  | 3,0  | 0,0 | 7,0  |

#### Rájátszás
| Év      | Csapat                | JM | KM | JP/M | MG%  | 3P%  | BD%   | LP/M | GP/M | L/M | B/M | P/M  |
| ------- | --------------------- | -- | -- | ---- | ---- | ---- | ----- | ---- | ---- | --- | --- | ---- |
| 2017    | Oklahoma City Thunder | 5  | 5  | 36,2 | .344 | .240 | 1.000 | 5,6  | 2,0  | 1,4 | 0,6 | 10,8 |
| 2018    | Indiana Pacers        | 7  | 7  | 37,3 | .417 | .404 | .732  | 8,3  | 6,0  | 2,4 | 0,4 | 22,7 |
| 2020    | Indiana Pacers        | 4  | 4  | 30,8 | .393 | .364 | .938  | 3,3  | 2,5  | 2,3 | 0,0 | 17,8 |
| 2022    | Miami Heat            | 15 | 1  | 24,5 | .368 | .274 | .792  | 3,4  | 2,1  | 1,3 | 0,3 | 10,6 |
| 2023    | Miami Heat            | 2  | 0  | 22,5 | .526 | .400 | .333  | 3,5  | 1,0  | 1,0 | 0,5 | 11,5 |
| Karrier | Karrier               | 33 | 17 | 29,6 | .391 | .330 | .790  | 4,8  | 2,9  | 1,6 | 0,3 | 14,1 |